# بورصة كولومبو
بورصة كولومبو هي البورصة الرئيسية في سريلانكا، وهي واحدة من البورصات في جنوب آسيا، توفر منصة تداول إلكترونية. يقع المقر الرئيسي لها في أبراج مركز التجارة العالمي في كولومبو منذ عام 1995، ولديها فروع في جميع أنحاء البلاد في كاندي، وجافنا، ونيجومبو، وماتارا، وكورونيغالا، وأنورادابورا وراتنابورا. في 3 أغسطس 2015 بلغ عدد الشركات في البورصة 296 شركة تمثل 20 قطاع أعمال، برأس مال بقيمة روبية 3115.52 مليار.

## روابط خارجية
- الموقع الرسمي